# 吕克斯
吕克斯（法語：Lux，法語發音：[lyks] ⓘ）是法国科多尔省的一个市镇，属于第戎区。

## 地理
吕克斯（47°29'27"N, 5°12'43"E）面积23.1 平方千米，位于法国勃艮第-弗朗什-孔泰大區科多尔省，该省份为法国中东部省份，北起奥布省，西接涅夫勒省和约讷省，南至索恩-卢瓦尔省，东南接汝拉省，东临上索恩省，东北部与上马恩省接壤。
与吕克斯接壤的市镇（或旧市镇、城区）包括：韦罗讷、斯普瓦、蒂勒沙泰勒、贝尔勒沙泰勒、贝兹、布尔伯兰、热莫、皮尚日。
吕克斯的时区为UTC+01:00、UTC+02:00（夏令时）。

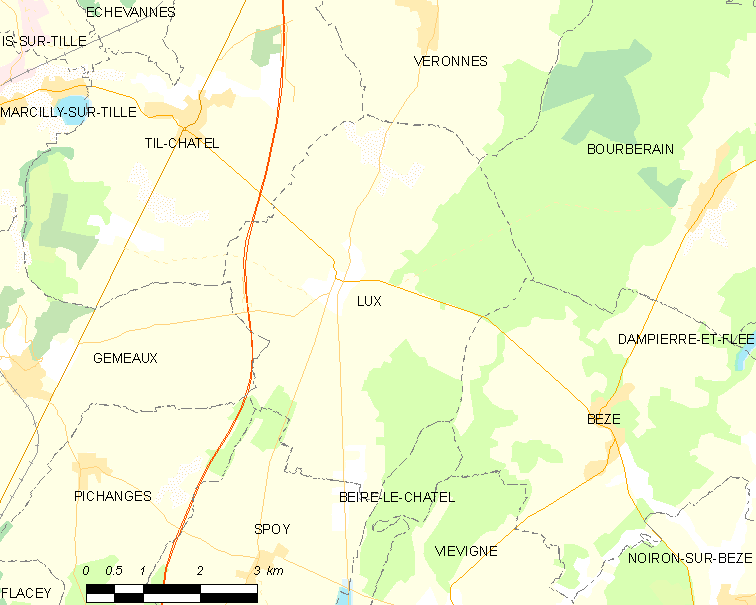
吕克斯的OSM定位图

## 行政
吕克斯的邮政编码为21120，INSEE市镇编码为21361。

## 政治
吕克斯所属的省级选区为蒂耶河畔伊斯县。

## 人口

1962-2008年间吕克斯人口变化图示

吕克斯于2022年1月1日时的人口数量为512人。